# Antoon Leonard de Rop

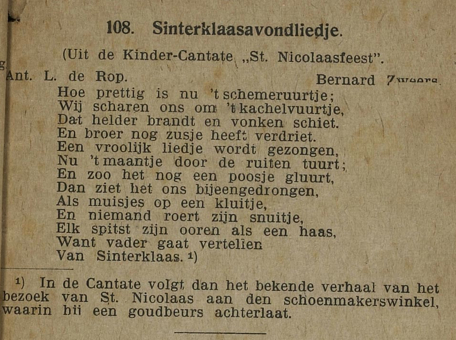
Liedblad met sinterklaaslied 'Hoe prettig is nu 't schemeruurtje', geschreven door De Rop.

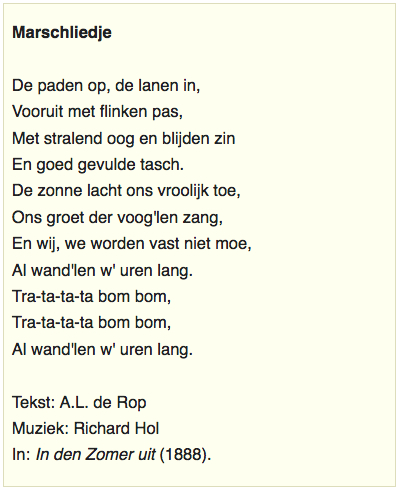
De eerste van 2 strofen. Tekst en muziek naar de liedbundel Kun je nog zingen. Muziek afspelen (midi, 40 s):
Bestand:Rop-Hol-paden-op-lanen-in-muziek.mid

Antoon Leonard de Rop (Den Haag, 25 oktober 1837 – Amsterdam, 3 mei 1895) was een Nederlandse onderwijzer, kinderboekenschrijver en tekstdichter.
Hij werd onder meer bekend met de liedjes 'De paden op, de lanen in' (marslied) en 'In een blauwgeruiten kiel' (over Michiel de Ruyter).

## Leven en werk
Antoon Leonard de Rop was de zoon van een Vlaamse vader, Egidiuss/Gillis Derop, en een Nederlandse moeder, Maria Petronella Rotteveel. In 1873 werd hij hoofd van een lagere school in Amsterdam.
Hij leverde bijdragen aan verschillende tijdschriften (zoals Eigen Haard en De Nederlandsche Spectator) en kindertijdschriften (zoals de Kindercourant, Bato en Voor 't jonge volkje). Daarnaast gaf hij gedichten en kinderverhalen uit.
Met componist Richard Hol schreef hij de kindercantate In den zomer uit (1888) en met componist Bernard Zweers de kindercantate St.-Nicolaasfeest (1890). Ook leverde hij liedteksten voor Nelly van der Lindens Kinderleven en Richard Hols De jeugdige zanger. Theoretische en practische handleiding bij het zangonderwijs (1875-1876).
Zes van zijn liederen uit deze uitgaven werden opgenomen in de liedbundel Kun je nog zingen, zing dan mee (1906). Door de populariteit en lange drukgeschiedenis van dit liedboek (41e druk in 1986) werden deze liedjes daardoor decennialang in ruime kring verspreid.
- De paden op, de lanen in, vooruit met flinken pas (m: Richard Hol)[1]
- Het weer is guur, de winter nadert (m: Bernard Zweers, sinterklaaslied)[2]
- Hoe prettig is nu 't schemeruurtje (m: Bernard Zweers, sinterklaaslied)[2]
- In een blauwgeruiten kiel draaide hij aan 't groote wiel (m: Richard Hol)[3]
- Vaarwel, vaarwel mijn dierbaar vaderland (m: Richard Hol)[3]
- Voor Sinterklaas den kindervriend een feestlied aangeheven (m: Bernard Zweers, sinterklaaslied)[2]

## Uitgaven (selectie)
- Duinbloemen (1871)
- De sprookjes van Moeder de Gans (vertaling, 1876)
- Bosch-viooltjes (1883)
- Poesje miauw (1887)
- Sterre-bloemen (1892)
- In den hippodrome (1893)